# Szabla

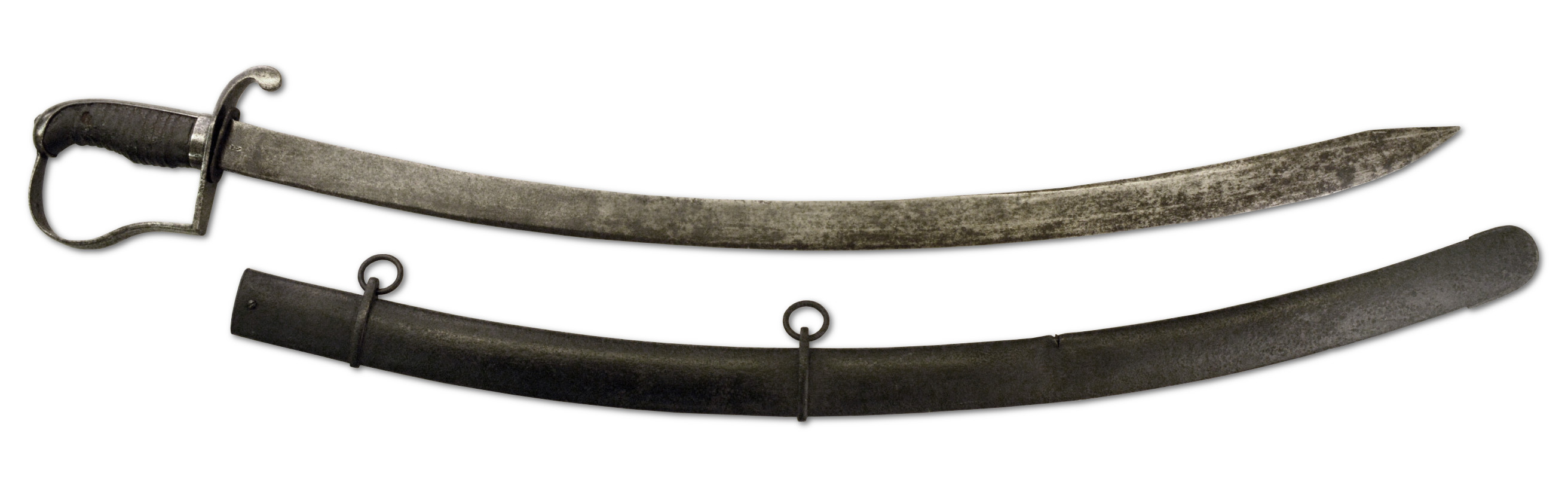
Szabla M1812, XIX wiek

Szabla – jednoręczna sieczna broń biała, wyróżniająca się długą, jednosieczną i zakrzywioną głownią. Szabla przeznaczona jest głównie do zadawania cięć (w mniejszym stopniu również do pchnięć).

## Historia
Ślady broni siecznej o wygiętej głowni spotykane były już w starożytnej Persji, Egipcie, Asyrii, Chinach. Można przypuszczać, że pierwowzory szabli powstały w Chinach, gdzie były odpowiednie warunki – wyspecjalizowani płatnerze i bogate rudy żelaza.
Szabla pojawiła się w Europie w średniowieczu, w czasie wędrówek ludów na początku V wieku. Jednak do powszechnego przyjęcia jej do uzbrojenia doszło stosunkowo późno, bo dopiero od XIV wieku na Węgrzech i Rusi Kijowskiej. W Polsce szabla przed XVI wiekiem była używana sporadycznie, częściej jako broń plebejska, niż szlachecka. Szabla zaczęła zastępować używany w Polsce miecz dopiero od końca XV wieku.
Pierwotnie kojarzona z kawalerią środkowoeuropejską, taką, jak husaria, szabla rozpowszechniła się w Europie Zachodniej podczas wojny trzydziestoletniej. Lżejsze szable stały się również popularne wśród piechoty początku XVII wieku. W XIX wieku modele z mniej zakrzywionymi ostrzami stały się powszechne i były również używane przez ciężką kawalerię w różnych krajach europejskich.

## Szabla w Polsce

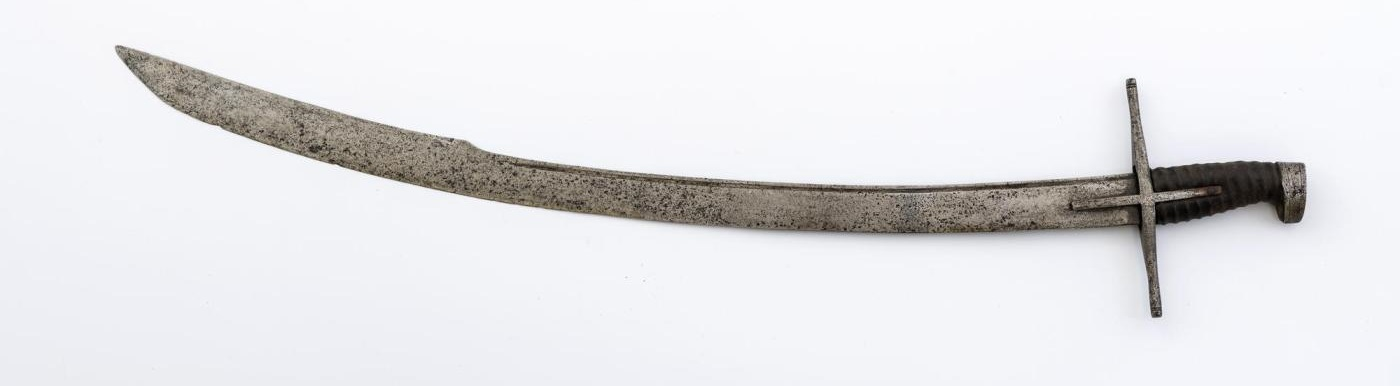
Szabla węgiersko-polska, XVI/XVII wiek, Muzeum Ziem Wschodnich Dawnej Rzeczypospolitej

Szabla zyskała ogromną popularność w Polsce, co doprowadziło do powstania jej kultu jako jedynej broni godnej polskiego szlachcica. Przekonanie to stało się na tyle silne, że aż do XIX wieku szabla polska uważana była za symbol sarmatyzmu, tradycji i „starożytnego” pochodzenia szlachty polskiej.
Najstarszy typ szabli polskiej (szabla węgiersko-polska) pojawił się w okresie Rzeczypospolitej Obojga Narodów za panowania Stefana Batorego (II połowa XVI w.). Następnie popularność zaczęły zyskiwać kolejne rodzaje tej broni jak np. szabla ormiańska, szabla husarska, karabela, i inne. Drugi etap świetności szabli w Polsce przypadł na okres dwudziestolecia międzywojennego za sprawą masowej produkcji szabel wojskowych (np. szabla wz. 34). Po II wojnie światowej opracowywano w Polsce już tylko szable paradne jak np. szabla wz. 1971 z okresu PRL.

## Etymologia
Ostateczne pochodzenie nazwy, a wraz z nią i samej szabli, było wielokrotnie dyskutowane. Praca Marka Stachowskiego The Origin of the European Word for Sabre z 2004 r. źródło szabli znajduje w Azji, w językach tunguskich, co pozostaje w zgodzie z awarską proweniencją samej szabli w Europie.

## Budowa

Budowa szabli

### Ogólna
Spośród innych broni siecznych, szablę wyróżnia wygięta jednosieczna głownia. Głownia szabli może być w części sztychowej poszerzona, czyli mieć ukształtowane tzw. pióro, zaczynające się zazwyczaj wyraźnym uskokiem na tylcu głowni (tzw. młotkiem), rzadziej – poszerzające się płynnie, bez uskoku. W niektórych egzemplarzach tylec pióra może być ostrzony (mówimy wówczas o szabli z piórem dwusiecznym).
W konstrukcji szabli można wyróżnić następujące części:
- rękojeść (A) – uchwyt szabli wykonany różnorodną techniką, np. z drewnianych, rogowych okładzin, osłaniających kabłąków
- głownia (B)
  - zastawa (C) – górna część głowni, sięgająca od rękojeści do ok. 1/3 długości głowni
  - moc (miąższyna) (D) – środkowa część głowni
  - sztych (E) – ostro zakończona dolna część głowni

Zastawa i sztych wyodrębnione są przez tzw. próg zastawy i młotek pióra, czyli uskok głowni (spotykany w niektórych szablach polskich i węgierskich). Boczne powierzchnie głowni – płazy – mogą być gładkie, wklęsłe, z bruzdami. Płazy są często ozdabiane znakami rzemieślniczymi, puncmarkami, godłami, napisami itp.
Elementy szabli:
1. głowica
2. trzon
3. wąsy
4. jelec
5. ostrze
6. grzbiet (tylec)
7. płaz
8. strudzina (struzina, zbrocze, bruzda)
9. młotek
10. pióro

Elementem decydującym o typie i przeznaczeniu szabli jest rękojeść. Można wyróżnić następujące typy rękojeści:
- otwarta – klasyczna z jelcem
- półotwarta – z kabłąkiem osłaniającym dłoń nie dochodzącym do głowicy rękojeści
- zamkniętą – z jedynym lub kilkoma kabłąkami tworzącymi kosz

### Przekroje głowni

Przykładowe przekroje głowni

A – wklęsła z rombowym grzbietem
B – wklęsła
C – teowa ze strudziną w grzbiecie
D – ze zbroczem
E – żłobiona w dwie strudziny
F – trójkątna płaska

## Sport
Szabla jest jedną z broni używanych w sporcie. Dyscyplina ta rozgrywana jest również na Igrzyskach Olimpijskich, gdzie reprezentacja Polski wywalczyła 8 medali:
- 1 złoty
  - Jerzy Pawłowski – Meksyk 1968
- 4 srebrne
  - Jerzy Pawłowski – Melbourne 1956
  - drużyna w składzie: Marian Kuszewski, Zygmunt Pawlas, Jerzy Pawłowski, Andrzej Piątkowski, Wojciech Zabłocki, Ryszard Zub – Melbourne 1956
  - drużyna w składzie: Ryszard Zub, Wojciech Zabłocki, Marian Kuszewski, Emil Ochyra, Jerzy Pawłowski, Andrzej Piątkowski – Rzym 1960
  - Janusz Olech – Seul 1988
- 3 brązowe
  - drużyna w składzie: Tadeusz Friedrich, Kazimierz Laskowski, Aleksander Małecki, Adam Papée, Władysław Segda, Jerzy Zabielski – Amsterdam 1928
  - drużyna w składzie: Władysław Dobrowolski, Tadeusz Friedrich, Leszek Lubicz-Nycz, Adam Papée, Władysław Segda, Marian Suski – Los Angeles 1932
  - drużyna w składzie: Emil Ochyra, Jerzy Pawłowski, Andrzej Piątkowski, Wojciech Zabłocki, Ryszard Zub – Tokio 1964